# Arcoscalpellum carinatum
Arcoscalpellum carinatum is een rankpootkreeftensoort uit de familie van de Scalpellidae.